# جافال - أندريه سيتروين (مترو باريس)
جافال - أندريه سيتروين (بالفرنسية: Javel – André Citroën)‏ هي محطة مترو تابعة لمترو باريس تقع في فرنسا في الدائرة الخامسة عشرة في باريس.[بحاجة لمصدر]